# Hermann von Bequignolles

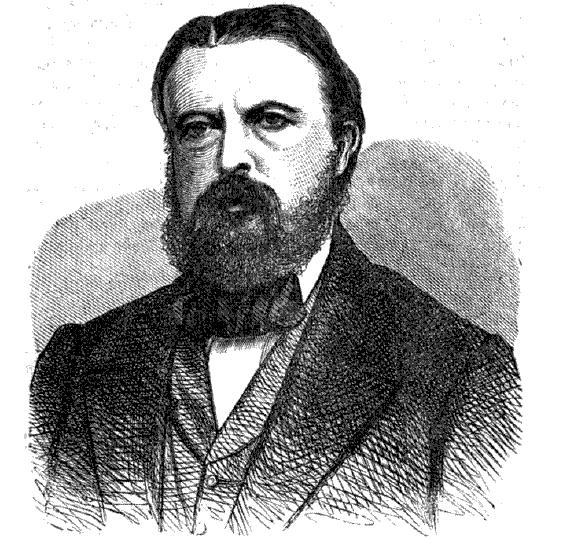
Hermann von Bequignolles (1825–1867)

Hermann Ferdinand Eduard Johannes d’Artois von Bequignolles (* 24. September 1825 in Liegnitz; † 22. Dezember 1867 in Wiesbaden) war Intendant des Hoftheaters in Wiesbaden sowie Dichter und Dramaturg.

## Herkunft
Hermann war der Sohn des preußischen Generalleutnants Eduard d’Artois von Bequignolles (1793–1865) und dessen Ehefrau Hulda, geborene von Boyen (1805–1840). Der blaue Schild des Familienwappens zeigt einen goldenen Sparren, begleitet von drei goldenen Streitkolben (Morgensternen; 2:1).

## Leben
Nach dem Tod seiner Mutter kam er 1840 auf die Ritterakademie in Liegnitz, immatrikulierte sich an der Universität Breslau und studierte dort 1847/50 Rechtswissenschaften. Bequignolles machte eine Reise durch Italien. Nach Abschluss seines Studiums ging er als Auskultator an das Gericht in Liegnitz und veröffentlichte bereits in dieser Zeit Gedichte und Dramen. 1855 wurde die gemeinsame Direktion der Häuser in Liegnitz und Görlitz frei. Bequignolles fragte Carl von Holtei um Rat, der ihm abriet. Dennoch entschied sich Bequignolles, die Stelle zu übernehmen. Er investierte viel Arbeit, Zeit und sein eigenes Geld in die Bühnen. Ab 1857 konnte er sich auf die Görlitzer Bühne konzentrieren, wo er für sein modernes Programm mit Opern, Ballett und Schauspiel viel Zuspruch erhielt. So zeigte sich sein Kollege Eduard Devrient sehr beeindruckt. Er blieb bis 1860 in Görlitz, als ihn sein Schwager und Director des Breslauer Stadttheaters, Friedrich Schwemer (1818–1902), als Dramaturg nach Breslau holte. 1864 aber wechselte die Leitung, und Schwemer und Bequignolles verließen Breslau.
Im Juni 1865 erhielt er nun einen Ruf an das herzoglich nassauische Hoftheater nach Wiesbaden. Nach dem Deutschen Krieg wurde er von den Preußen am 6. September 1866 zunächst zum kommissarischen Intendanten berufen und am 7. Oktober zum Intendanten ernannt. Aber er war bereits an Zuckerruhr erkrankt, am 13. Dezember 1867 brach er im Theater zusammen und starb am 21. Dezember 1867.

## Familie
Bequignolles heiratete am 2. Februar 1857 in Liegnitz die Schauspielerin und Sängerin Sophie Heindl, eine Tochter des Kapellmeisters Heindl aus Amberg. Aus der Ehe ging Schriftsteller und Arzt Hermann Eduard (1857–1908) hervor, der 1893 Marie Mex heiratete.

## Werke
- 1849: Hilario: Dramatische Studie zu Goethe's Faust. Digitalisat
- 1854: Die Katzensteiner. Drama in 5 Aufzügen.
- 1861: Blondel. Ein Lied vom Kreuz. lyrische Gedichte.